# Cynanchum blandum
Cynanchum blandum är en oleanderväxtart som först beskrevs av Joseph Decaisne, och fick sitt nu gällande namn av E. Sundell. Cynanchum blandum ingår i släktet Cynanchum och familjen oleanderväxter. Inga underarter finns listade i Catalogue of Life.